# Cololabis saira
La costardella del Pacifico (Cololabis saira Brevoort, 1856), conosciuto maggiormente come luccio sauro del Pacifico, è un pesce osseo marino della famiglia Scomberesocidae.

## Distribuzione e habitat
La specie è endemica dell'Oceano Pacifico settentrionale, sia sulla sponda occidentale (dove è diffusa dalla penisola di Corea al Giappone) che su quella americana (dal Golfo dell'Alaska al Messico). Effettua migrazioni di lunga distanza: lungo la parte asiatica del Pacifico si ritrova in estate al largo delle isole Curili e di Hokkaidō e in estate nei mari prospicienti il Giappone meridionale.
Ha abitudini pelagiche, vive prevalentemente in mare aperto, negli strati superficiali dell'oceano. Eccezionalmente è stata catturata a 230 metri di profondità.

## Descrizione
Simile alla costardella atlantica e mediterranea dalla quale si distingue agevolmente per il muso molto appuntito ma privo del sottile rostro costituito dalle mascelle allungate tipico della specie europea. Il corpo è allungato. Le mascelle sono armate di denti piccolissimi e numerosi. Una sola pinna dorsale, posizionata molto indietro sul corpo. La pinna anale è posta leggermente più avanti. Sul peduncolo caudale sono presenti delle pinnule sia sul lato dorsale che ventrale. La pinna caudale è molto forcuta. Le pinne pettorali sono piccole, troncate, con il primo raggio appiattito. Le pinne ventrali sono inserite a metà del corpo. La linea laterale decorre lungo il bordo ventrale del corpo.
Il colore è blu o verde scuro sul dorso e argentato su fianchi e ventre. Sui fianchi sono disposte irregolarmente macchiette azzurro vivo. Le pinne della regione ventrale sono chiare, le altre hanno raggi scuri.
Misura fino a 40 cm di lunghezza; il peso massimo noto è di 180 grammi.

## Biologia
Vive fino a 4 anni. Gregario, forma fitti banchi.

### Alimentazione
Si nutre di crostacei planctonici, di uova di pesce e di avannotti.

### Riproduzione
Le uova vengono deposte in gruppi in superficie, attaccate ad oggetti galleggianti e tra loro grazie ai filamenti adesivi di cui sono dotate. Le larve sono neustoniche, ovvero vivono immediatamente sotto la superficie dell'acqua.

## Predatori
Vengono predate da Thunnus alalunga e da altri Scombridae. Per sfuggire ai predatori possono effettuare lunghi salti fuor d'acqua.

## Pesca

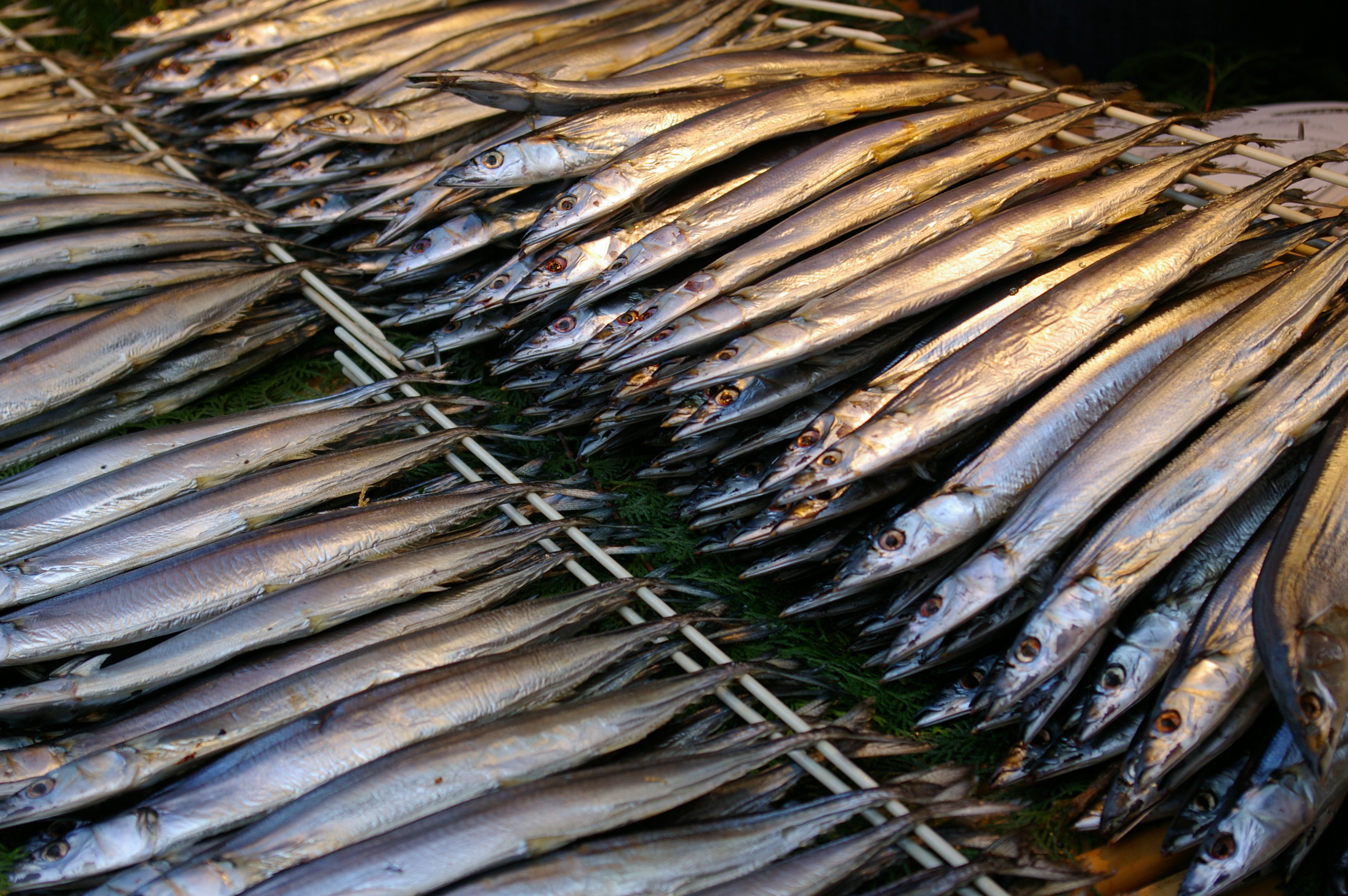
Esemplari in fase di essiccazione

Si tratta di uno dei pesci commestibili più consumati in Giappone, soprattutto nel periodo autunnale, considerato tipico della stagione. In questo paese viene chiamato sanma (秋刀魚), scritto con i kanji di "autunno", "katana" e "pesce", per via della forma e del colore. Tipicamente, si serve grigliato intero e salato, guarnito con daikon grattugiato, e accompagnato con riso e zuppa di miso. Le interiora sono amare, ma spesso viene preparato senza rimuoverle, in quanto creano un contrasto gradevole con i giusti condimenti.
I paesi che catturano maggiori quantità di C. saira sono il Giappone e la Corea del Sud.